# شهرک ولی عصر (اصفهان)
شهرک ولی عصر (اصفهان)، محله ای از توابع بخش مرکزی شهرستان اصفهان در استان اصفهان ایران است.

## جمعیت
این روستا در دهستان محمودآباد قرار دارد و براساس سرشماری مرکز آمار ایران در سال ۱۳۸۵، جمعیت آن ۴٬۶۸۹ نفر (۱٬۱۵۱خانوار) بوده‌است.